# Kiki Musampa
Kizito "Kiki" Musampa (Kinshasa, 20 juli 1977) is een Congolees-Nederlands voetbaltrainer en voormalig profvoetballer.
Musampa kwam tijdens zijn voetbalcarrière uit voor Ajax, Girondins de Bordeaux, Málaga, Atlético Madrid en Manchester City en in zijn nadagen voor Trabzonspor, AZ, FC Seoul en Willem II. Hij won onder anderen drie landstitels, de UEFA Champions League, de UEFA Super Cup en de wereldbeker voor clubteams. Musampa was de eerste Ajacied die een doelpunt maakte in de net geopende Amsterdam ArenA; dit doelpunt (81e minuut) werd op 21 augustus 1996 gemaakt in de eerste competitiewedstrijd Ajax–NAC.

## Clubcarrière
Kiki Musampa groeide als kind op in Ede, waar hij voetbalde bij VV Blauw Geel '55. Daar werd hij gescout door Ajax. Musampa begon zijn profcarrière toen hij zich aansloot bij Ajax in het seizoen 1994/95. Hij debuteerde op 12 februari 1995 onder hoofdtrainer Louis van Gaal. In 1995 maakte hij deel uit van het Ajax dat onder andere de UEFA Champions League, UEFA Super Cup en de wereldbeker won. Hij stond in de basis in de legendarische UEFA Champions League uitwedstrijd tegen Real Madrid die met 0-2 werd gewonnen. Hij maakte het enige doelpunt in de 1-0 overwinning in de thuiswedstrijd van de kwartfinale van de UEFA Champions League tegen Borussia Dortmund in 1996. Musampa speelde in datzelfde jaar als basisspeler in de finale van de UEFA Champions League tegen Juventus die na 1-1 werd verloren na strafschoppen. Hij was de maker van het eerste Ajax doelpunt in de Amsterdam ArenA op 21 augustus 1996 tegen NAC Breda (1-0 einduitslag).
Musampa kwam in 2003 bij Atlético Madrid. Hij kwam voor drie miljoen euro over van Malaga en zette in Estadio Vicente Calderón zijn handtekening onder een vijfjarig contract bij de Rojiblancos. Nadat Musampa bij Atlético uit de gratie was geraakt, werd hij in 2005 verhuurd aan Manchester City FC. Bij The Citizens groeide hij uit tot een belangrijke basiskracht. Als beloning voor de goede vorm waarin hij bij de club uit Manchester verkeerde, werd Musampa in mei 2005 opgeroepen voor het Nederlands elftal.
In november 2007 werd Musampa opnieuw herenigd met Louis van Gaal. De trainer voegde de linkermiddenvelder toe aan de selectie van AZ, omdat de Alkmaarse club kampte met een tekort aan fitte middenvelders. Vier maanden later, in maart 2008, tekende Musampa bij FC Seoul, dat in de Zuid-Koreaanse K-League uitkomt.
In de winterstop van het seizoen 2008/09 sloot Musampa zich aan bij Willem II. Tijdens zijn korte periode in Tilburgse dienst speelde hij 6 wedstrijden, zonder te scoren. De Brabantse ploeg had onvoldoende geld in kas om Musampa's aflopende contract te verlengen. Hij sloot vervolgens zijn carrière in het betaald voetbal af.
Musampa speelde voor de amateurs van FC New Amsterdam, een club die hij in 2010 had opgericht samen met Nordin Wooter en Tarik Oulida. Daar vertrok hij in februari 2012 en sinds de zomer van 2012 kwam hij uit voor NVC. Van 2017 tot 2019 speelde hij nog voor CTO '70. Ook speelde hij diverse wedstrijden voor Lucky Ajax, het gelegenheidsteam van oud-profspelers van Ajax.

### Trainerscarrière
In september 2012 begon Musampa aan een trainerscursus. Na een stage werd hij ook jeugdtrainer bij Ajax. Vervolgens stapte hij over naar Almere, waar hij diverse teams van Almere City trainde. In seizoen 2016/17 trainde hij de A1, waar hij kort voor het einde van het seizoen op non-actief werd gesteld. Medio juli 2020 werd Musampa aangesteld als hoofdtrainer van FC Volendam onder 18, uitkomend in KNVB Onder 18–Divisie 2 (najaar). In het seizoen 2021/22 werd hij de assistent van Johan Plat bij het beloftenelftal. Plat vertrok halverwege het seizoen 2021/22 naar PEC Zwolle, Musampa werd doorgeschoven als nieuwe hoofdtrainer. Onder zijn leiding wist Jong Volendam zich na play-offs te handhaven in de Tweede divisie. Het volgende seizoen eindigde het team echter als eennalaatste en degradeerde het naar de onder 21 competitie. Musampa vertrok aan het einde van het seizoen.

### Playground
In April 2022 werd de Kiki Musampa playground geopend in de Klaphekwijk in Ede.

## Clubstatistieken
| Seizoen | Club                  | Competitie       | Duels | Goals |
| ------- | --------------------- | ---------------- | ----- | ----- |
| 1994/95 | Ajax                  | Eredivisie       | 1     | 0     |
| 1995/96 | Ajax                  | Eredivisie       | 17    | 1     |
| 1996/97 | Ajax                  | Eredivisie       | 24    | 5     |
| 1997/98 | Girondins de Bordeaux | Division 1       | 16    | 4     |
| 1998/99 | Girondins de Bordeaux | Division 1       | 17    | 1     |
| 1999/00 | Málaga                | Primera División | 13    | 2     |
| 2000/01 | Málaga                | Primera División | 11    | 3     |
| 2001/02 | Málaga                | Primera División | 37    | 9     |
| 2002/03 | Málaga                | Primera División | 35    | 8     |
| 2003/04 | Atlético Madrid       | Primera División | 26    | 2     |
| 2004/05 | Atlético Madrid       | Primera División | 8     | 0     |
| 2004/05 | Manchester City       | Premier League   | 14    | 3     |
| 2005/06 | Manchester City       | Premier League   | 27    | 0     |
| 2006/07 | Trabzonspor           | Süper Lig        | 14    | 0     |
| 2007    | AZ                    | Eredivisie       | 5     | 0     |
| 2008    | FC Seoul              | K-League         | 3     | 0     |
| 2009    | Willem II             | Eredivisie       | 6     | 0     |
| Totaal  | Totaal                |                  | 270   | 38    |

## Interlandcarrière

### Nederland
Met het Nederlands voetbalelftal onder 20 nam Musampa in 1995 deel aan het Wereldkampioenschap onder de 20 jaar. Met het Nederlands voetbalelftal onder 21 nam Musampa in 1998 en 2000 deel aan het Europees Kampioenschap onder de 21 jaar. Tot en met het EK 2000 in Slowakije speelde Musampa 25 wedstrijden voor Jong Oranje. Eind 2005 ontving hij van bondscoach Marco van Basten ook nog een uitnodiging voor een trainingsstage bij het Nederlands voetbalelftal. Musampa werd echter geen speeltijd gegund.

### Congo-Kinshasa
Hoewel Musampa diverse keren deel uitmaakte van de voorselectie van het Nederlands elftal, speelde hij geen wedstrijden. Volgens de Congolese voetbalbond was het daarom nog mogelijk om Musampa op te kunnen roepen voor zijn geboorteland. De bondscoach Claude Le Roy hield hem al jaren in de gaten en wilde hem er dan ook graag bij hebben. Ook Musampa was enthousiast en gaf gehoor aan dit verzoek. Musampa nam deel aan de trainingsstages van "The Leopards", maar de FIFA stond niet toe dat Musampa deel uit zou maken van het voetbalelftal van Congo-Kinshasa. De FIFA-regels schrijven voor dat spelers met een dubbele nationaliteit die voor een bepaald land al één of meer bindende jeugdinterlands gespeeld hebben, alleen voor hun 21ste nog voor een tweede vaderland mogen kiezen. Aangezien Musampa met het Nederlands elftal onder de 21 al actief was geweest op meerdere jeugd-EK's, kon hij zijn interlandcarrière voor Congo-Kinshasa niet langer voortzetten.

## Erelijst
| Competitie                 |        |                  |      |      |
| Competitie                 | Aantal | Jaren            |      |      |
| Ajax                       | Ajax   | Ajax             | Ajax | Ajax |
| -------------------------- | ------ | ---------------- | ---- | ---- |
| Mondiaal                   |        |                  |      |      |
| Wereldbeker voor clubteams | 1x     | 1995             |      |      |
| Internationaal             |        |                  |      |      |
| UEFA Champions League      | 1x     | 1994/95          |      |      |
| UEFA Super Cup             | 1x     | 1995             |      |      |
| Nationaal                  |        |                  |      |      |
| Eredivisie                 | 2x     | 1994/95, 1995/96 |      |      |
| Nederlandse Supercup       | 1x     | 1995             |      |      |
| Bordeaux                   |        |                  |      |      |
| Division 1                 | 1x     | 1998/99          |      |      |
| Málaga                     |        |                  |      |      |
| UEFA Intertoto Cup         | 1x     | 2002             |      |      |